# De Oeconomische Tak van de Hollandsche Maatschappij van Wetenschappen

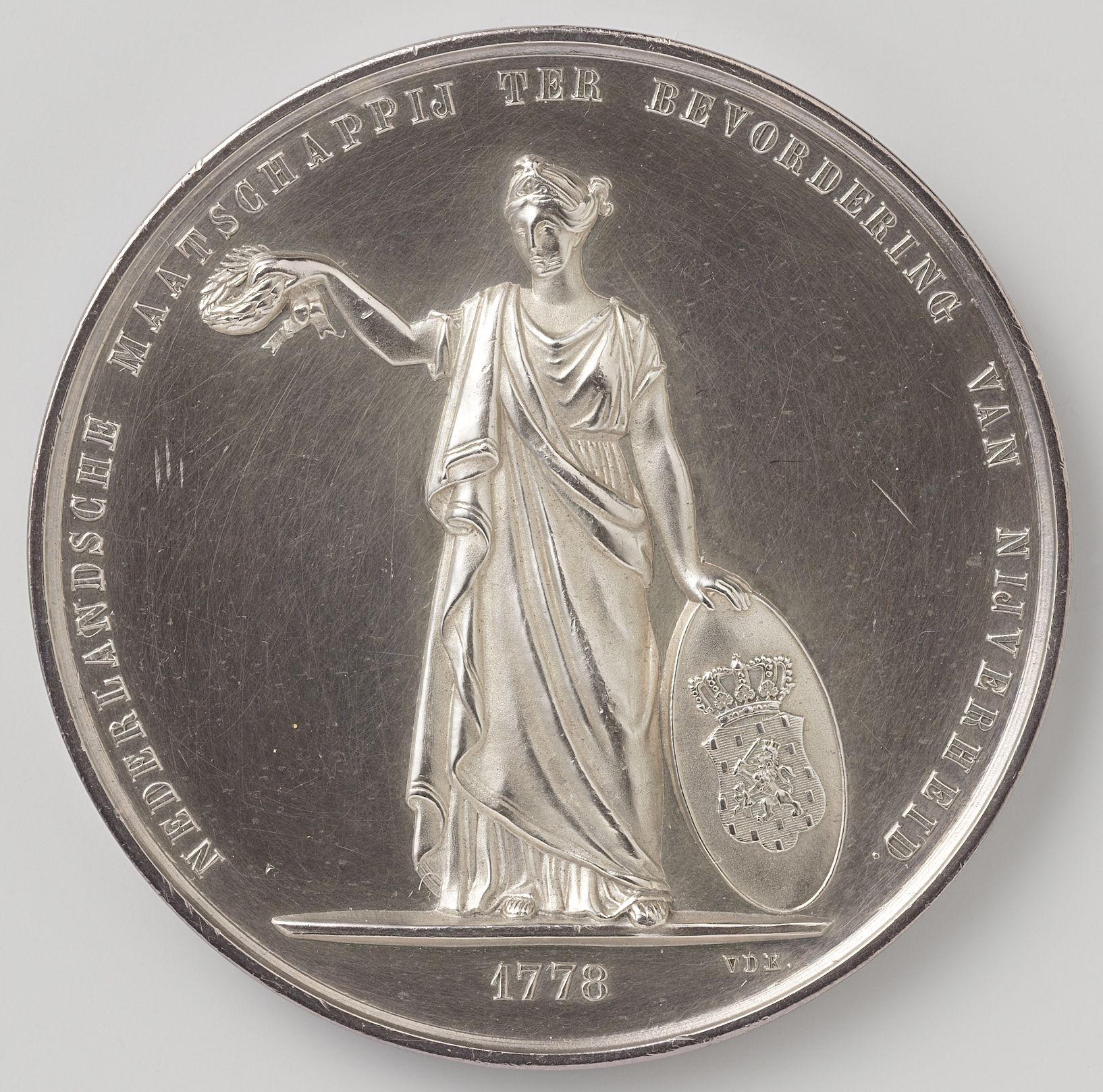
Zilveren penning voor Algemeene Nationale tentoonstelling van Nijverheid te Haarlem, 1881.

De Maatschappij is een Nederlands genootschap ter bevordering van de handel, nijverheid en welvaart. Dit genootschap biedt een netwerk voor ondernemende mensen uit overheid, bedrijven en kennisinstellingen. Het organiseert bijeenkomsten en bedrijfsbezoeken, en stimuleert verdere idee- en kennisuitwisseling.
Het genootschap is in 1777 opgericht binnen de Hollandse Maatschappij van Wetenschappen te Haarlem als de Oeconomische Tak van de Hollandsche Maatschappye der Weetenschappen, en is in 1797 verzelfstandigd.

## Geschiedenis

### Oprichting halverwege de 18e eeuw
In de 18e eeuw werden er verschillende verenigingen opgericht die tot doel hadden de wetenschap te bevorderen. Voorbeelden van nu nog bestaande verenigingen zijn het Bataafs Genootschap voor Proefondervindelijke wijsbegeerte, opgericht in 1761, en de (Koninklijke) Hollandsche Maatschappij der Wetenschappen opgericht in 1752. De genootschappen waren lokaal, vaak per provincie, georganiseerd, maar leken qua organisatie en handelwijze sterk op elkaar. De genootschappen schreven prijsvragen uit; de beste verhandelingen werden gepubliceerd. Sedert 1777 was de directeur Johannes Matthias Ross (1730-1788).

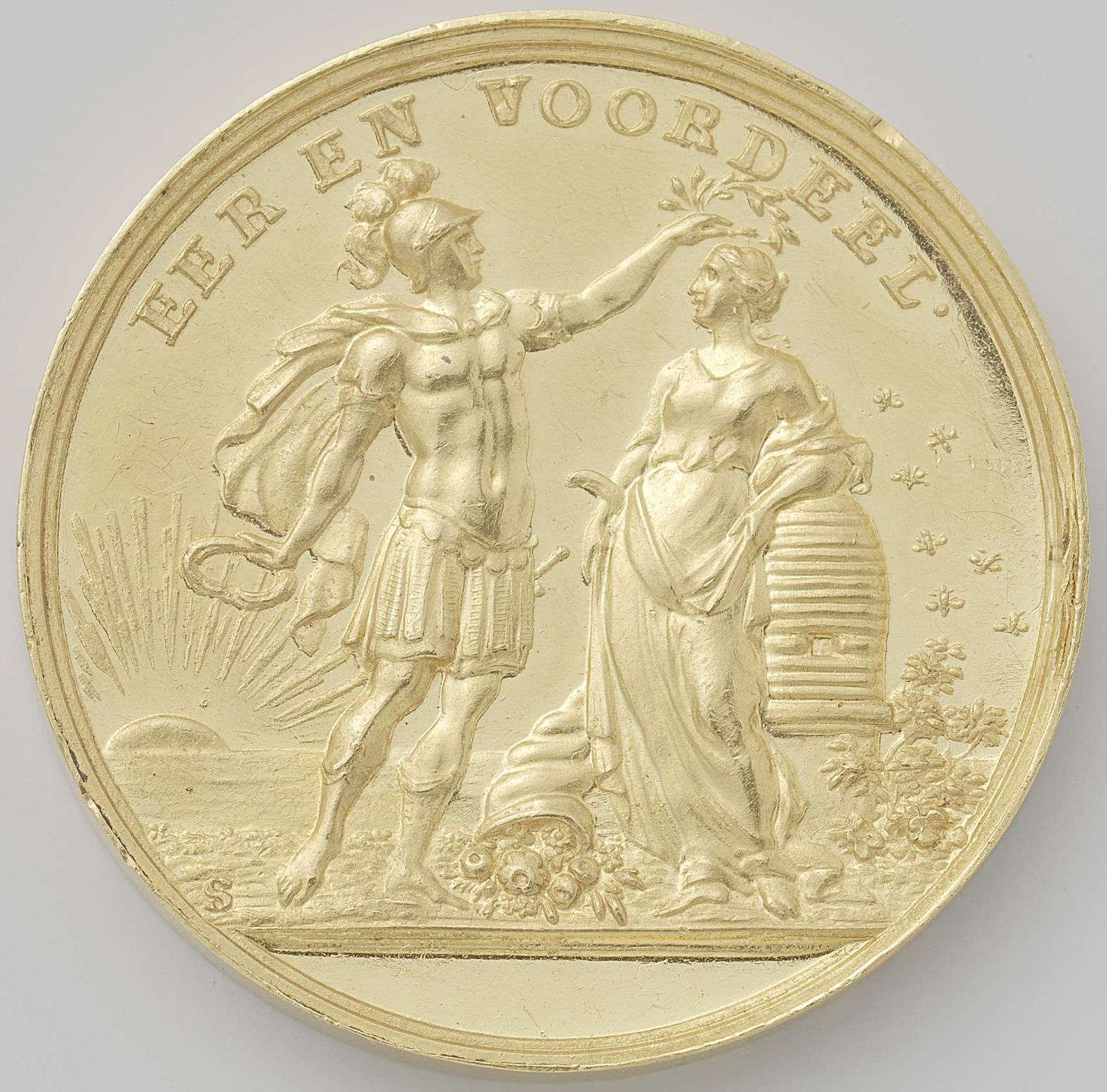
Oeconomische Tak van de Hollandsche Maatschappij der Wetenschappen, penning toegekend aan Jacobus Dykwel uit Haarlem., Johann Heinrich Schepp, 1785

Een onderdeel, de Oeconomische Tak opgericht in 1777 vanuit de Koninklijke Hollandse Maatschappij van Wetenschappen, probeerde ondernemers aan te moedigen armen aan werk te helpen en door wedstrijden te organiseren kinderen voor het spinnen en de weefgetouwen op te leiden. Het had als doel de welvaart te bevorderen, onder meer door toepassing van verbeterde technieken. De Oeconomische Tak had de London Society for the Encouragement of Arts, Manufactures and Commerce tot voorbeeld. Men probeerde (veelal patriottistische) ondernemers aan te moedigen armen aan werk te helpen en door wedstrijden te organiseren kinderen voor het spinnen en de weefgetouwen op te leiden. Het dagelijks bestuur van de Hollandsche Maatschappij dat dit initiatief startte bestond in de periode 1775-1780 uit voormannen van de Nederlandse Verlichting
|                       |                                  | | |                     |
|                       | Beroep                           | Overige genootschappen | Bijzonderheden | religie             |
| Aa, C.C.H. van der    | Predikant                        | Secretaris Holl. Mij. | Lijfspreuk: God is Liefde | Luthers             |
| Brunings, C.          | Wiskundige                       | | Doet in 1767 voorstellen aan bestuur voor verbeteringen in de waterhuishouding; Waterloopkundige; 1798 eerste directeur Rijkswaterstaat                                                               | Gereformeerd        |
| Engelberts, E.M.      | Predikant                        | Mij. Drenk. dep. Hoorn; Zeeuws Gen.; Mij. Ned. Lett.                                                                          | Kunstverzamelaar; historicus; vaderlandslievende publicaties; publicist opiniërende tijdschriften | Gereformeerd        |
| Hartsinck, J.J.       | Regent Amsterdam                 | Directeur Holl. Mij; Diligentiae Omnia; Zeeuws Gen.; La Bien Aimée                                                            | Schrijft burgerlijke toneelstukken en Beschrijving van Guiana, of de Wildekust in Zuid-Amerika (Amsterdam 1770). Bestuurder W.I.C. Bestuurder Admiraliteit; regent oudemannenhuis; regent schouwburg; | Gereformeerd        |
| Heuvel, H. H. van den | Griffier van het Hof van Utrecht | Mij. Drenk. dep. Utrecht | Prijswinnende economische verhandeling; directeur van de Utrechtse departement van de Oeconomische Tak; publicist.                                                                                    | Gereformeerd        |
| Lennep, C. van        | Regent Amsterdam                 | Diligentiae Omnia; Concordia et Libertate; Vaderl.. Fonds Kweeksch. Zeev.; Mij. Ned. Lett.; Zeeuws Gen.                       | | Gereformeerd        |
| Lublink, J. jr.       | Fabrikant, koopman tabak         | Mij. Drenk.; Diligentiae Omnia; Concordia et :ibertate; Libertate et Concordia; Vaderl.. Fonds - Kweekschool; Mij. Ned. Lett. | Publicist; vertaler en dichter. | Luthers             |
| Martinet, J.F.        | Predikant                        | Mij. Drenk., dep. Zutphen; Zeeuws Gen.                                                                                        | Publicist; menslievende pedagoog | Gereformeerd        |
| Marum, M. van         | Arts, natuurkundige              | Directeur Teylers genootschap                                                                                                 | Onderzoeker; natuurwetenschapper; uitvinder snelkookpan; | Gereformeerd        |
| Petsch, J             | Predikant                        | Zeeuws Gen. | Publicist; filantropijnse pedagoog; verschillende geschriften over het belang zedelijk gevoel (Mendelssohn)                                                                                           | Luthers, hernhutter |
| Ploos van Amstel, C   | Koopman, schilder                | Diligentiae Omnia; Concordia et Libertate; Zeeuws Gen.;                                                                       | Belangstelling esthetiek en ethiek Hemsterhuis | Remonstrants        |
| Sweers, I.            | Regent, schout Amsterdam         | | Bevriend met Santhorster kring van Burman, beschermer van Mij Redding Drenkelingen | Gereformeerd        |

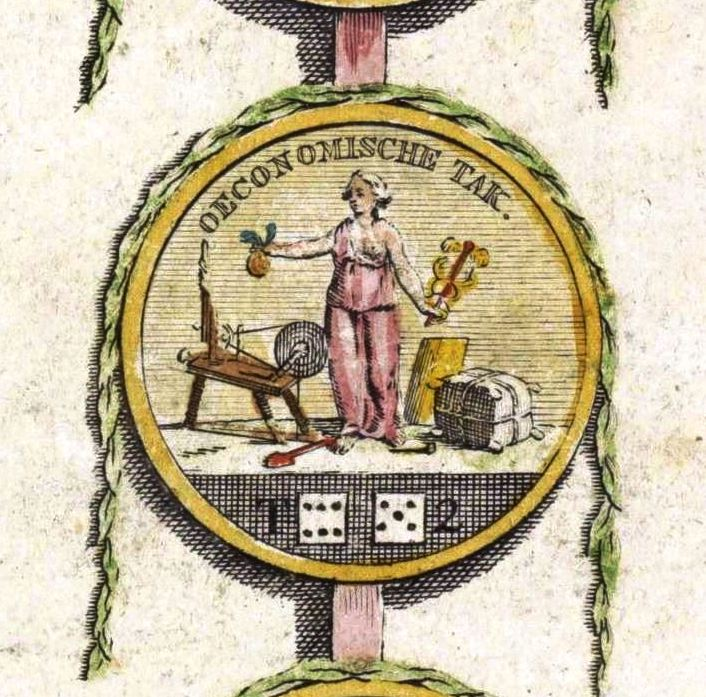
De verdiensten van de Oeconomische Tak in een bordspel weergegeven

De Oeconomische Tak was binnen de kortste keren met drieduizend leden het grootste genootschap van Nederland, met dependances in het hele land. Nooit eerder hadden gewone burgers zich georganiseerd in een poging de welvaart en daarmee het welzijn van het land, inclusief de Generaliteitslanden, te verbeteren. Opvallend was dat het bestuur een zo breed mogelijk draagvlak voor het initiatief wilde creëren. Voor het eerst in de geschiedenis konden nu ook Joden en katholieken lid van een genootschap worden en kregen ook vrouwen, in hun rol van donatrice, invloed op de gang van zaken. Het oeconomisch patriottisme van de Oeconomische Tak was gericht op het creëren van werkgelegenheid in combinatie met opvoeding en onderwijs. De ontwikkeling van de oeconomie en het streven naar volksverheffing gingen hand in hand. De voorgestelde vernieuwingen raakten soms aan gevestigde maatschappelijke en politieke belangen, waardoor de voorstellen in politiek vaarwater terecht konden komen. Interne tegenstellingen en het politiseringsproces waarin de Oeconomische Tak na 1780 terechtkwam, zorgden er echter voor dat de belangstelling afnam. Orangisten en patriotten streden met elkaar om zich de verdiensten van de Tak toe te eigenen, waarbij de Oeconomische Tak uiteindelijk als een patriots bolwerk werd gezien.

### Verzelfstandiging en verbreding in 19e eeuw
Tijdens de Bataafse Republiek (1795-1801) werd de Oeconomische Tak verzelfstandigd van de Hollandsche maatschappij van wetenschappen, en hernoemd tot Nationale Nederlandsche huishoudelijke maatschappij. Deze beslissing werd genomen op de Nationale vergadering der Bataafsche republiek op 10 maart 1797. In 1807 werd in opdracht van Lodewijk Napoleon Bonaparte de naam gewijzigd in de Hollandsche huishoudelijke maatschappij.
In 1832 werd op aandringen van Jacob de Gelder door De Huishoudelijke Maatschappij een speciaal tijdschrift gestart voor de nijverheid en de landbouw, getiteld Tijdschrift ter bevordering van Nijverheid. De redactie bestond uit Anthony Hendrik van der Boon Mesch, Gideon Jan Verdam, Gerard Wttewaall van Wickenburg en de apotheker F. van Catz Smallenburg.

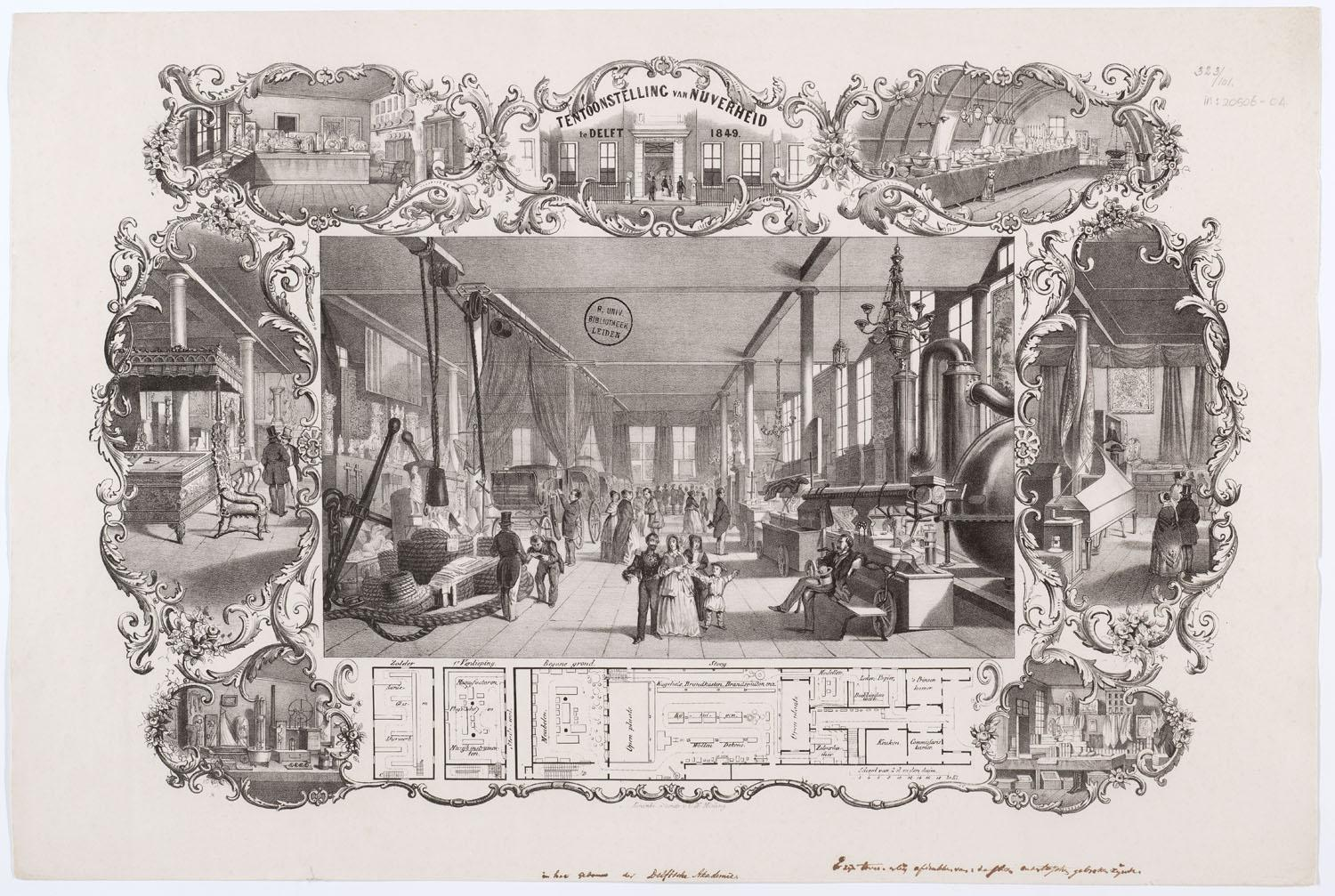
Tentoonstelling van Nijverheid te Delft, 1849.

In 1849 vond in het gebouw van de Koninklijke Akademie te Delft een "Tentoonstelling der Nijverheid" plaats (zie afbeelding). De expositie van producten vond plaats op de begane grond, op de eerste verdieping en deels op de zolder in het hoofdgebouw aan de Oude Delft 95. Deze tentoonstelling was gerealiseerd door de Maatschappij ter bevordering van Nijverheid op initiatief van Antoine Lipkens. Twee jaar eerder was er in Utrecht een eerste tentoonstelling gehouden van ‘Voortbrengselen van Inlandsche Nijverheid en Kunst’, en voor beide evenementen was grote belangstelling. De ervaringen hier werden meegenomen bij de deelname in de Wereldtentoonstelling van 1851 in London.
- In 1881 vestigde zich de Maatschappij ter bevordering van Nijverheid en Handel zich in Haarlem in het pand Paviljoen Welgelegen.
- In 1877 schonk de Nederlandsche Maatschappij voor Nijverheid en Handel een raam aan de Grote of Sint-Bavokerk te Haarlem.

### Verdere ontwikkelingen in de 20ste eeuw
In 1916 werd samen met het Koninklijk Instituut van Ingenieurs (KIVI) het Nederlands Normalisatie Instituut (NNI) opgericht.
Op het initiatief van de Vereeniging Nederlandsch Fabrikaat, de Maatschappij van Nijverheid en de Nederlandse Vereeniging voor Tentoonstellingsbelangen werd in 1916 de Vereeniging tot het houden van Jaarbeurzen in Nederland opgericht. Als plaats voor het organiseren van de jaarbeurs viel de keuze op Utrecht vanwege de centrale ligging en de goede bereikbaarheid. Dit leidde uiteindelijk tot de bouw van de Utrechtse Jaarbeurs.

## Naamgeving
Sinds de oprichting in 1777 als de economische Tak van de Hollandsche Maatschappye der Weetenschappen zijn verschillende naamswijzigingen doorgevoerd:
- Nationale Nederlandsche Huishoudelijke Maatschappye, 1797-1807
- Hollandsche Huishoudelijke Maatschappije, 1807-1815
- Nederlandsche Huishoudelijke Maatschappij, 1815-1836
- Nederlandsche Maatschappij der bevordering van Nijverheid, 1836-1902
- Maatschappij van Nijverheid, 1902-1921
- Nederlandsche Maatschappij voor Nijverheid en Handel, vanaf 1921

In 2009 is naast de verenigingsnaam Nederlandsche Maatschappij voor Nijverheid en Handel, de handelsnaam De Maatschappij aangenomen.

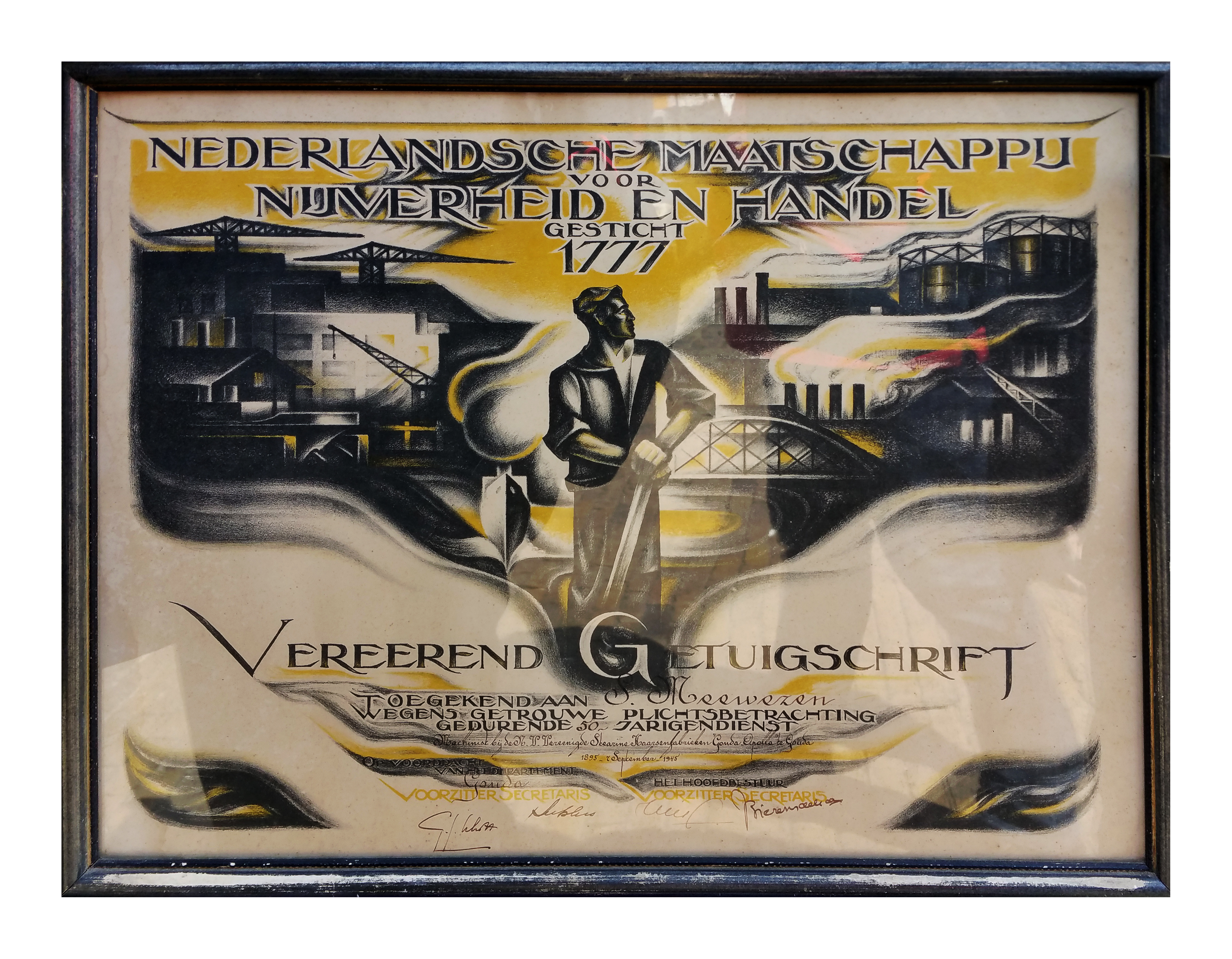
Vereerend Getuigschrift uit 1945

## Penning van verdienste
De Nederlandsche Maatschappij voor Nijverheid en Handel rijkt met enige regelmaat de Penning van verdienste uit. Deze prijs is onder andere uitgereikt aan: 
- Wim Duisenberg, Penning van verdienste in zilver, 6 juni 1997
- Frits Philips, penning van verdienste in 1999 voor zijn bijdrage aan de Nederlandse economie en Nederlandse samenleving als geheel.

Jubileumspeldjes werden samen met oorkondes uitgereikt aan arbeiders ter gelegenheid van een zoveel jarig dienstverband.
De oorkondes zijn bekend onder de naam Vereerend Getuigschift.

## Betrokkenen
Bekende leden van de Oeconomische Tak
- Wopko Cnoop
- Petrus Theodorus Couperus
- Frans van Lelyveld
- Jan Modderman
- Tonco Modderman (1745-1802)
- Joannes de Mol
- Jacob Gerard Staringh
- Carel Frederik Wesselman (1746-1825)
- Hendrik van Wijn

In de 19e eeuw
- Salomon Abraham Bleekrode
- F. van Catz Smallenburg
- Jan Frederik Willem Conrad
- Frederik Willem van Eeden
- Jacob de Gelder
- Petrus Jacobus Kipp
- Antonius van Koolwijk
- Arie Cornelis Kruseman
- Anthony Hendrik van der Boon Mesch
- Samuel Corneille Jean Wilhelm van Musschenbroek
- Meinard Tydeman (1854-1916)
- Gideon Jan Verdam
- Gerard Wttewaall van Wickenburgh

In de 20e eeuw
- Carel Begeer
- Hendrik Adriaan van Beuningen
- Harry van den Eerenbeemt
- Pieter Anne Haaxman
- Barthold Theodoor Willem van Hasselt, erelid
- Jan Kuperus
- A.J. Sanders
- Hendrik IJssel de Schepper

Koninklijk Huis
- Beatrix der Nederlanden, is beschermvrouwe van de vereniging
- Willem-Alexander der Nederlanden, beschermheer van de Nederlandsche Maatschappij voor Nijverheid en Handel